# Genipa americana
Genipa americana (huito, jagua, bí, ñandypa guasu en idioma guarani) es una especie del género Genipa, nativa del norte de Sudamérica (hay evidencia de su existencia en Bolivia y NEA de Argentina), Caribe, sur de México y Paraguay.

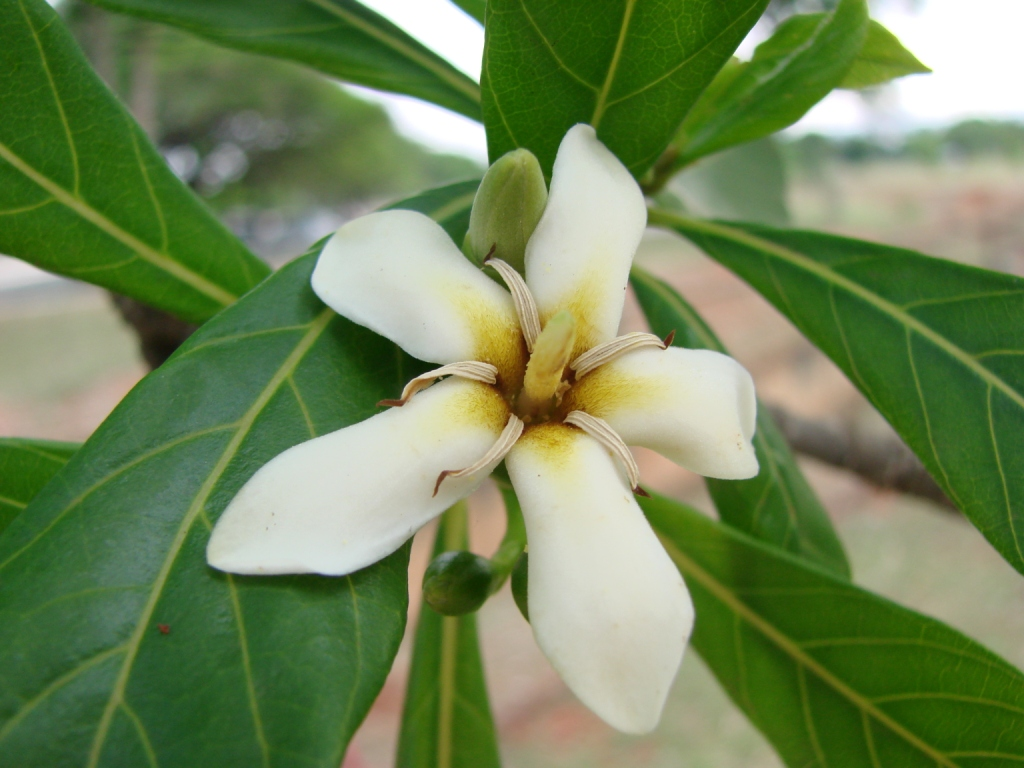
Detalle de la flor

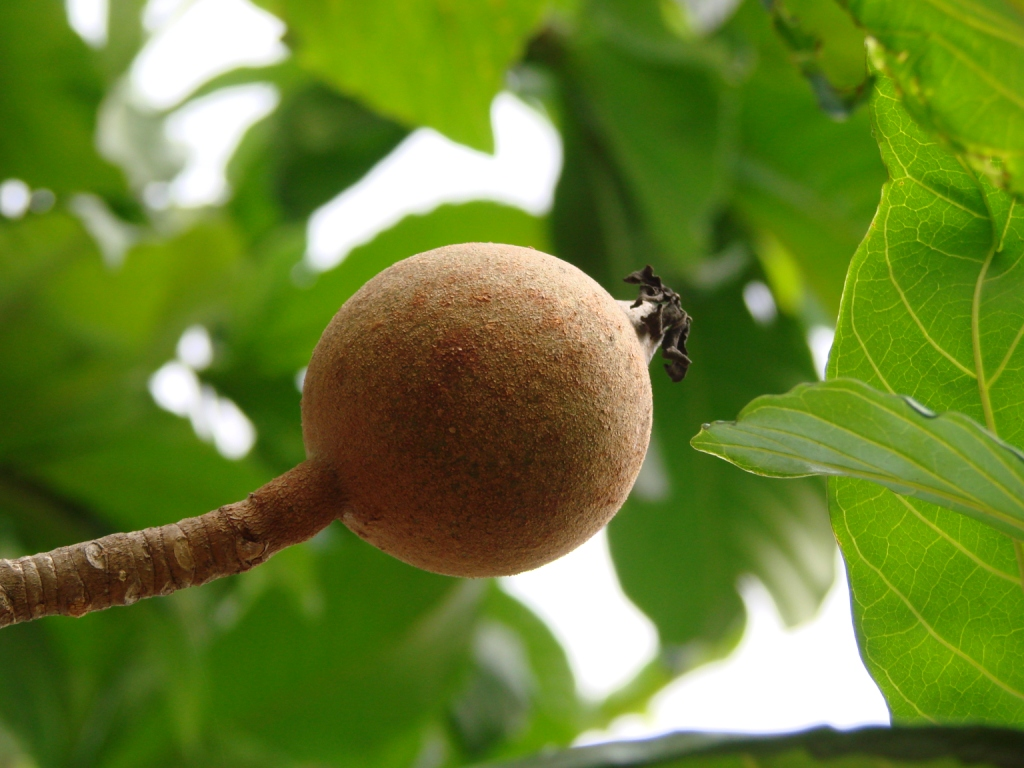
Fruto

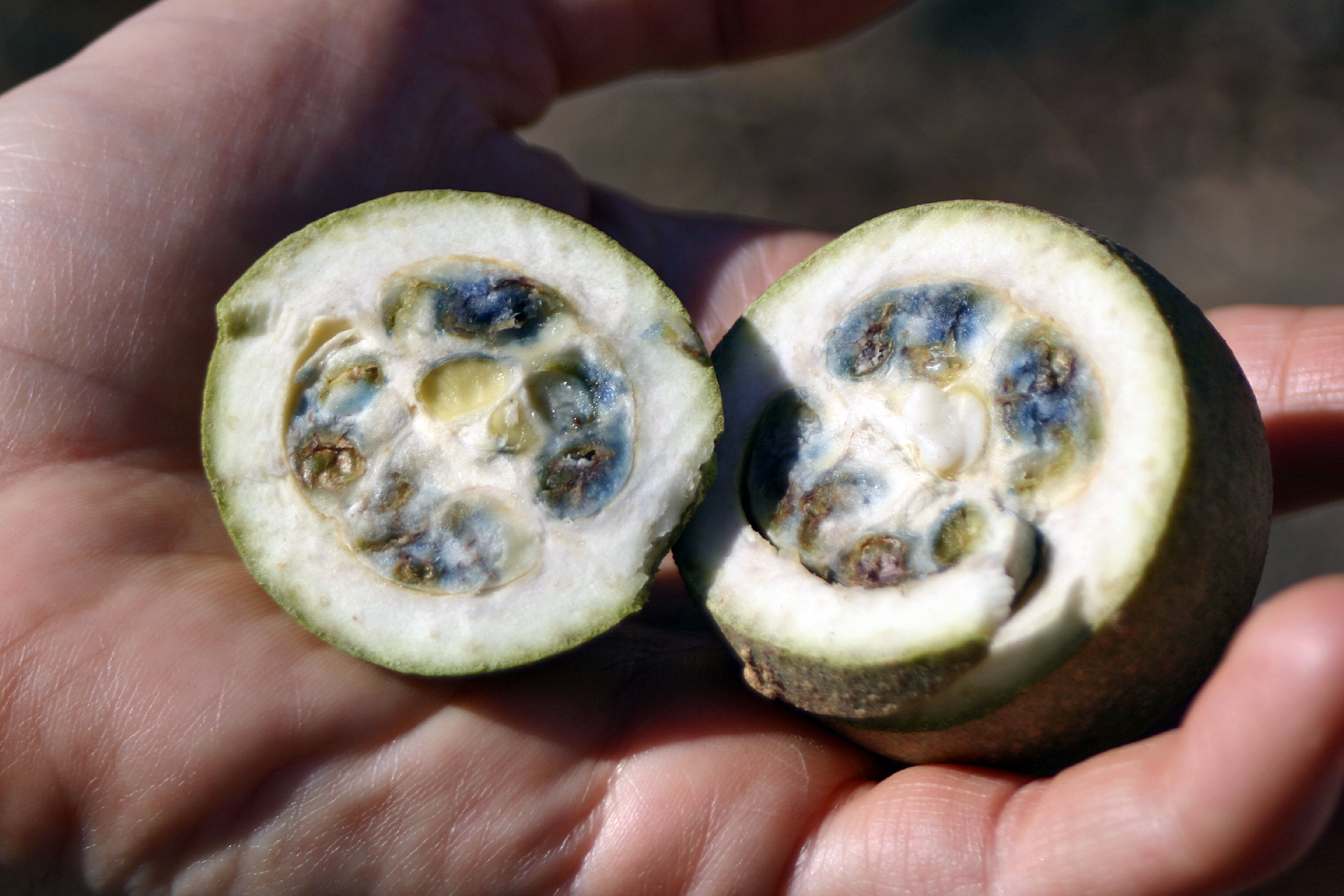
Frutos

## Características
Es un pequeño árbol monoico, de 15 m de altura (raramente de 25 m) y tronco cilíndrico, recto, de 60 cm de diámetro, con contrafuertes de 1 m. Hojas  opuestas, lanceoladas a oblongas, 20-35 cm de largo y 10-19 cm de ancho, verdes oscuras lustrosas, de margen entero. Flores en cimas, blancas, amarillas o rojas, con 5 corolas lobuladas de 5-6 cm de diámetro, y 12 mm de ancho. El fruto es una baya comestible de cáscara gruesa, de 4-8 cm de largo y 4-6 de ancho, castaña, globosa, escabrosa al tacto, 40-80 semillas. Semillas fibrosas, 8 mm de largo y 9 mm de ancho y 2 mm de grueso, blancas, elipsoides, al secar negras.
Tiene un número de cromosomas de 2 n = 22

## Usos
Genipa americana se cultiva por su fruta comestible, y para bebidas, mermeladas, helados, polvos azucarados. En medicina tradicional es útil en tratar ataques del micropez  candirú. Las naciones nativas sudamericanas  lavan sus piernas en el líquido claro de la fruta, que tiene un efecto astringente. Cuando el líquido se oxida, tiñe de negro la piel. El teñido es permanente, pero solo afecta las capas externas de la epidermos. Así, pues, cuando la piel se renueva, la mancha desaparece en unas dos semanas. Cuando los indígenas suramericanos se preparan para una batalla, se pintan entre ellos con jugo de Genipa y colorante annatto (es un rojo muy vivo, extracto del urucú o roucou o annatto, del arbolito Bixa orellana).
El jugo de la fruta inmadura es claro, e induce una reacción química en la piel humana cambiando su color a un azul oscuro, por lo que es usado como pintura corporal. La fruta madura del huito se toma cruda o en mermelada. La fruta es elaborada en infusión y bebida como remedio para la bronquitis. El huito prefiere suelo aluvial, crece muy rápidamente (produce en 3 años), aún en campos inundados. Aunque puede ser  plantado, es más frecuente su dispersión por animales y agua. Es un muy buen árbol ascendente para alcanzar a otros árboles.
Con los frutos maduros y fermentados con aguardiente se hace una bebida alcohólica.
El fruto es insecticida, la pulpa se la untaban los indígenas como repelente. Y también bactericida y germicida (probablemente debido al fenol).
Madera noble, de buena calidad, dura, flexible, fácil de trabajar. Se  hacen cajas, culatas de escopetas, arcos de barriles, carretas, vehículos, hormas de zapatos, embarcaciones pequeñas, ebanistería, carpintería.
Medicinal: fruto, exudado, flor, corteza. Corteza (infusión): se emplea como remedio para la gonorrea. Fruto (verde): astringente, antiinflamatorio, antianémico. Es fuente natural de hierro, riboflavina y sustancias antibacterianas. Flores tónicas y febrífugas.
Las hojas son alimento de las orugas del lepidóptero Aellopos fadus.

## Taxonomía
Genipa americana fue descrita por Carlos Linneo y publicado en Systema Naturae, Editio Decima 2: 931. 1759.
Sinonimia
- Gardenia genipa Sw.
- Genipa americana var. caruto fo. grandifolia Chodat & Hassl.
- Genipa excelsa Krause
- Genipa americana var. carnuto  (Kunth) Schum.
- Genipa barbata C.Presl
- Genipa pubescens DC.
- Genipa humilis Vell.
- Genipa caruto Kunth
- Genipa grandifolia Pers.
- Genipa oblongifolia Ruiz & Pav.
- Gardenia brasiliensis Spreng. (1824).
- Genipa brasiliana A.Rich. (1830).
- Genipa oleosa Rojas Acosta (1897).
- Genipa codonocalyx Standl. (1914).
- Genipa venosa Standl. (1928)[4]

## Nombres comunes
- jagua azul, jagua (Cuba), jagua blanca, Caruto lluale, yoale, irayola, tejoroso, maluco, tejoruco, shagua, xagua, yaguare, huito, Ñandypá (en Paraguay) , bí (en el oriente de Bolivia),[5] Wituk (Ecuador).
- caruto del Orinoco, guacamote de las Antillas, jagua, palo colorado del Perú, vitú del Perú.[6]